# Mistrovství světa juniorů v orientačním běhu 1991
2. Mistrovství světa juniorů v orientačním běhu proběhlo v Německu ve dnech 7. až 13. července 1991. Centrum závodů JMS bylo na západě hlavního města Berlín.

## Závod na krátké trati (Middle)

### Výsledky závodu na krátké trati (Middle)
| Muži                                                                                      | Muži                                                                                      | Muži                                                                                      | Muži                                                                                      | Muži                                                                                      | Ženy                                                                                       | Ženy                                                                                       | Ženy                                                                                       | Ženy                                                                                       | Ženy                                                                                       |
| ----------------------------------------------------------------------------------------- | ----------------------------------------------------------------------------------------- | ----------------------------------------------------------------------------------------- | ----------------------------------------------------------------------------------------- | ----------------------------------------------------------------------------------------- | ------------------------------------------------------------------------------------------ | ------------------------------------------------------------------------------------------ | ------------------------------------------------------------------------------------------ | ------------------------------------------------------------------------------------------ | ------------------------------------------------------------------------------------------ |
| - Traťové parametry: 6,2 km, 14 kontrol, 50 převýšení - Mapa: Schäferberg 1 : 10000 E 5 m | - Traťové parametry: 6,2 km, 14 kontrol, 50 převýšení - Mapa: Schäferberg 1 : 10000 E 5 m | - Traťové parametry: 6,2 km, 14 kontrol, 50 převýšení - Mapa: Schäferberg 1 : 10000 E 5 m | - Traťové parametry: 6,2 km, 14 kontrol, 50 převýšení - Mapa: Schäferberg 1 : 10000 E 5 m | - Traťové parametry: 6,2 km, 14 kontrol, 50 převýšení - Mapa: Schäferberg 1 : 10000 E 5 m | - Traťové parametry: 4,43 km, 11 kontrol, 40 převýšení - Mapa: Schäferberg 1 : 10000 E 5 m | - Traťové parametry: 4,43 km, 11 kontrol, 40 převýšení - Mapa: Schäferberg 1 : 10000 E 5 m | - Traťové parametry: 4,43 km, 11 kontrol, 40 převýšení - Mapa: Schäferberg 1 : 10000 E 5 m | - Traťové parametry: 4,43 km, 11 kontrol, 40 převýšení - Mapa: Schäferberg 1 : 10000 E 5 m | - Traťové parametry: 4,43 km, 11 kontrol, 40 převýšení - Mapa: Schäferberg 1 : 10000 E 5 m |
| Umístění                                                                                  | Země                                                                                      | Jméno                                                                                     | Čas                                                                                       | Ztráta                                                                                    | Umístění                                                                                   | Země                                                                                       | Jméno                                                                                      | Čas                                                                                        | Ztráta                                                                                     |
|                                                                                           | Polsko                                                                                    | Janusz Porzycz                                                                            | 0:27:13                                                                                   |                                                                                           |                                                                                            | Německo                                                                                    | Kristin Liebichová                                                                         | 0:23:49                                                                                    |                                                                                            |
|                                                                                           | Finsko                                                                                    | Mikko Lepo                                                                                | 0:27:37                                                                                   | + 0:00:24                                                                                 |                                                                                            | Finsko                                                                                     | Johanna Tiiraová                                                                           | 0:24:49                                                                                    | + 0:01:00                                                                                  |
|                                                                                           | Švédsko                                                                                   | Stefan Sandahl                                                                            | 0:27:45                                                                                   | + 0:00:32                                                                                 |                                                                                            | Švédsko                                                                                    | Karolina Arewångová                                                                        | 0:24:55                                                                                    | + 0:01:06                                                                                  |
| 4.                                                                                        | Švédsko                                                                                   | Magnus Palmberg                                                                           | 0:28:17                                                                                   | + 0:01:04                                                                                 | 4.                                                                                         | Švédsko                                                                                    | Lena Hasselströmová                                                                        | 0:25:08                                                                                    | + 0:01:19                                                                                  |
| 5.                                                                                        | Dánsko                                                                                    | Chris Terkelsen                                                                           | 0:28:30                                                                                   | + 0:01:17                                                                                 | 5.                                                                                         | Československo                                                                             | Marcela Kubatková                                                                          | 0:25:56                                                                                    | + 0:02:07                                                                                  |
| 6.                                                                                        | Švédsko                                                                                   | Pontus Halldin                                                                            | 0:28:31                                                                                   | + 0:01:18                                                                                 | 5.                                                                                         | Švédsko                                                                                    | Maria Sandströmová                                                                         | 0:25:56                                                                                    | + 0:02:07                                                                                  |

## Závod na klasické trati (Long)

### Výsledky závodu na klasické trati (Long)
| Muži                                                                                   | Muži                                                                                   | Muži                                                                                   | Muži                                                                                   | Muži                                                                                   | Ženy                                                                                  | Ženy                                                                                  | Ženy                                                                                  | Ženy                                                                                  | Ženy                                                                                  |
| -------------------------------------------------------------------------------------- | -------------------------------------------------------------------------------------- | -------------------------------------------------------------------------------------- | -------------------------------------------------------------------------------------- | -------------------------------------------------------------------------------------- | ------------------------------------------------------------------------------------- | ------------------------------------------------------------------------------------- | ------------------------------------------------------------------------------------- | ------------------------------------------------------------------------------------- | ------------------------------------------------------------------------------------- |
| - Traťové parametry: 13,3 km, 28 kontrol, 180 převýšení - Mapa: Apollo 1 : 15000 E 5 m | - Traťové parametry: 13,3 km, 28 kontrol, 180 převýšení - Mapa: Apollo 1 : 15000 E 5 m | - Traťové parametry: 13,3 km, 28 kontrol, 180 převýšení - Mapa: Apollo 1 : 15000 E 5 m | - Traťové parametry: 13,3 km, 28 kontrol, 180 převýšení - Mapa: Apollo 1 : 15000 E 5 m | - Traťové parametry: 13,3 km, 28 kontrol, 180 převýšení - Mapa: Apollo 1 : 15000 E 5 m | - Traťové parametry: 9,0 km, 21 kontrol, 120 převýšení - Mapa: Apollo 1 : 15000 E 5 m | - Traťové parametry: 9,0 km, 21 kontrol, 120 převýšení - Mapa: Apollo 1 : 15000 E 5 m | - Traťové parametry: 9,0 km, 21 kontrol, 120 převýšení - Mapa: Apollo 1 : 15000 E 5 m | - Traťové parametry: 9,0 km, 21 kontrol, 120 převýšení - Mapa: Apollo 1 : 15000 E 5 m | - Traťové parametry: 9,0 km, 21 kontrol, 120 převýšení - Mapa: Apollo 1 : 15000 E 5 m |
| Umístění                                                                               | Země                                                                                   | Jméno                                                                                  | Čas                                                                                    | Ztráta                                                                                 | Umístění                                                                              | Země                                                                                  | Jméno                                                                                 | Čas                                                                                   | Ztráta                                                                                |
|                                                                                        | Sovětský svaz                                                                          | Ivars Zakars                                                                           | 1:10:37                                                                                |                                                                                        |                                                                                       | Finsko                                                                                | Mari Lukkarinenová                                                                    | 1:02:18                                                                               |                                                                                       |
|                                                                                        | Československo                                                                         | Tomáš Doležal                                                                          | 1:12:27                                                                                | + 0:01:50                                                                              |                                                                                       | Československo                                                                        | Marcela Kubatková                                                                     | 1:03:16                                                                               | + 0:00:58                                                                             |
|                                                                                        | Finsko                                                                                 | Mikko Leppo                                                                            | 1:12:32                                                                                | + 0:01:55                                                                              |                                                                                       | Švédsko                                                                               | Katarina Allbergová                                                                   | 1:04:01                                                                               | + 0:01:43                                                                             |
| 4.                                                                                     | Finsko                                                                                 | Jouni Kahelin                                                                          | 1:13:55                                                                                | + 0:03:18                                                                              | 4.                                                                                    | Finsko                                                                                | Sanna Turakainenová                                                                   | 1:04:50                                                                               | + 0:02:32                                                                             |
| 5.                                                                                     | Švédsko                                                                                | Martin Jönsson                                                                         | 1:14:22                                                                                | + 0:03:45                                                                              | 5.                                                                                    | Finsko                                                                                | Johanna Tiiraová                                                                      | 1:05:14                                                                               | + 0:02:56                                                                             |
| 6.                                                                                     | Československo                                                                         | Libor Zřídkaveselý                                                                     | 1:14:38                                                                                | + 0:04:01                                                                              | 6.                                                                                    | Francie                                                                               | Juliette Soulardová                                                                   | 1:05:32                                                                               | + 0:03:14                                                                             |

## Štafetový závod

### Výsledky štafetového závodu
| Muži                                                                                    | Muži                                                                                    | Muži                                                                                    | Muži                                                                                    | Muži                                                                                    | Ženy                                                                            | Ženy                                                                            | Ženy                                                                            | Ženy                                                                            | Ženy                                                                            |
| --------------------------------------------------------------------------------------- | --------------------------------------------------------------------------------------- | --------------------------------------------------------------------------------------- | --------------------------------------------------------------------------------------- | --------------------------------------------------------------------------------------- | ------------------------------------------------------------------------------- | ------------------------------------------------------------------------------- | ------------------------------------------------------------------------------- | ------------------------------------------------------------------------------- | ------------------------------------------------------------------------------- |
| - Traťové parametry : ? km, ? kontrol, ? m převýšení - Mapa: Konradshöhe 1:10 000 E= 5m | - Traťové parametry : ? km, ? kontrol, ? m převýšení - Mapa: Konradshöhe 1:10 000 E= 5m | - Traťové parametry : ? km, ? kontrol, ? m převýšení - Mapa: Konradshöhe 1:10 000 E= 5m | - Traťové parametry : ? km, ? kontrol, ? m převýšení - Mapa: Konradshöhe 1:10 000 E= 5m | - Traťové parametry : ? km, ? kontrol, ? m převýšení - Mapa: Konradshöhe 1:10 000 E= 5m | - Parametry : ? km, ? kontrol, ? m převýšení - Mapa: Konradshöhe 1:10 000 E= 5m | - Parametry : ? km, ? kontrol, ? m převýšení - Mapa: Konradshöhe 1:10 000 E= 5m | - Parametry : ? km, ? kontrol, ? m převýšení - Mapa: Konradshöhe 1:10 000 E= 5m | - Parametry : ? km, ? kontrol, ? m převýšení - Mapa: Konradshöhe 1:10 000 E= 5m | - Parametry : ? km, ? kontrol, ? m převýšení - Mapa: Konradshöhe 1:10 000 E= 5m |
| Umístění                                                                                | Země                                                                                    | Jméno                                                                                   | Čas                                                                                     | Ztráta                                                                                  | Umístění                                                                        | Země                                                                            | Jméno                                                                           | Čas                                                                             | Ztráta                                                                          |
|                                                                                         | Švédsko                                                                                 | Fredrik Löwegren Magnus Palmberg Andreas Nilsson                                        | 3:18:35                                                                                 |                                                                                         |                                                                                 | Finsko                                                                          | Johanna Tiiraová Sanna Turakainenová Mari Lukkarinenová                         | 2:39:16                                                                         |                                                                                 |
|                                                                                         | Sovětský svaz                                                                           | Girts Vegeris Janis Ozolins Ivars Zagars                                                | 3:19:45                                                                                 | + 0:01:10                                                                               |                                                                                 | Německo                                                                         | Katrin Rengerová Kristin Liebichová Anke Xylanderová                            | 2:45:33                                                                         | + 0:06:17                                                                       |
|                                                                                         | Československo                                                                          | Aleš Drahoňovský Tomáš Doležal Libor Zřídkaveselý                                       | 3:21:21                                                                                 | + 0:02:46                                                                               |                                                                                 | Norsko                                                                          | Hanne Staffová Miri Jørgensenová Berit Sofie Grydelandová                       | 2:45:51                                                                         | + 0:06:35                                                                       |
| 4                                                                                       | Finsko                                                                                  | Jussi Aumo Jouni Kahelin Mikko Lepo                                                     | 3:21:38                                                                                 | + 0:03:03                                                                               | 4                                                                               | Švédsko                                                                         | Lena Hasselströmová Maria Sandströmová Britta Backlundová                       | 2:47:46                                                                         | + 0:08:30                                                                       |
| 5                                                                                       | Norsko                                                                                  | Harald Bakke Pal Skogedal Øyvind Stokseth                                               | 3:25:44                                                                                 | + 0:07:09                                                                               | 5                                                                               | Sovětský svaz                                                                   | Elana Markowkinaová Julia Zalninaová Vivi-Anne Sootsová                         | 2:51:42                                                                         | + 0:12:26                                                                       |
| 6                                                                                       | Německo                                                                                 | Falk Hähnel Alwin Gieselmann Rolf Breckle                                               | 3:26:56                                                                                 | + 0:08:21                                                                               | 6                                                                               | Maďarsko                                                                        | Bernadett Kovacsová Katalin Nagyagiová Emőke Paálová                            | 2:51:47                                                                         | + 0:12:31                                                                       |

## Česká juniorská reprezentace na JMS
| Muži                       | Muži                       | Muži                       | Muži                       | Ženy                        | Ženy                        | Ženy                        | Ženy                        |
| -------------------------- | -------------------------- | -------------------------- | -------------------------- | --------------------------- | --------------------------- | --------------------------- | --------------------------- |
| - Umístění českých juniorů | - Umístění českých juniorů | - Umístění českých juniorů | - Umístění českých juniorů | - Umístění českých juniorek | - Umístění českých juniorek | - Umístění českých juniorek | - Umístění českých juniorek |
| Jméno                      | Middle                     | Long                       | Štafety                    | Jméno                       | Middle                      | Long                        | Štafety                     |
| Aleš Drahoňovský           | 10. místo                  | 19. místo                  | 3. místo                   | Marcela Kubatková           | 5. místo                    | 2. místo                    | x                           |
| Tomáš Doležal              | 47. místo                  | 2. místo                   | 3. místo                   | Jana Cieslarová             | 39. místo                   | 13. místo                   | x                           |
| Libor Zřídkaveselý         | MB16. místo                | 6. místo                   | 3. místo                   | Hana Doleželová             | x                           | x                           | 8. místo                    |
| Marek Zrostlík             | 16. místo                  | 13. místo                  | x                          | Martina Horáčková           | x                           | x                           | 8. místo                    |
| Martin Sklenář             | 35. místo                  | 50. místo                  | x                          | Andrea Málková              | x                           | x                           | 8. místo                    |
| Marek Janků                | MB3. místo                 | 30. místo                  | x                          |                             |                             |                             |                             |

## Medailová klasifikace podle zemí
| Medailová klasifikace podle zemí | Medailová klasifikace podle zemí | Medailová klasifikace podle zemí | Medailová klasifikace podle zemí | Medailová klasifikace podle zemí | Medailová klasifikace podle zemí |
| Umístění                         | Země                             | Zlato                            | Stříbro                          | Bronz                            | Součet                           |
| -------------------------------- | -------------------------------- | -------------------------------- | -------------------------------- | -------------------------------- | -------------------------------- |
| 1.                               | Finsko                           | 2                                | 2                                | 1                                | 5                                |
| 2.                               | Německo                          | 1                                | 1                                | -                                | 2                                |
| 2.                               | Sovětský svaz                    | 1                                | 1                                | -                                | 2                                |
| 4.                               | Švédsko                          | 1                                | -                                | 3                                | 4                                |
| 5.                               | Polsko                           | 1                                | -                                | -                                | 1                                |
| 6.                               | Československo                   | -                                | 2                                | 1                                | 3                                |
| 7.                               | Norsko                           | -                                | -                                | 1                                | 1                                |